# Rogers (Arkansas)
Rogers is een plaats (city) in de Amerikaanse staat Arkansas, en valt bestuurlijk gezien onder Benton County.

## Demografie
Bij de volkstelling in 2000 werd het aantal inwoners vastgesteld op 38.829.
In 2006 is het aantal inwoners door het United States Census Bureau geschat op 52.181, een stijging van 13352 (34.4%).

## Geografie
Volgens het United States Census Bureau beslaat de plaats een oppervlakte van
86,9 km², waarvan 86,8 km² land en 0,1 km² water. Rogers ligt op ongeveer 399 m boven zeeniveau.

## Plaatsen in de nabije omgeving
De onderstaande figuur toont nabijgelegen plaatsen in een straal van 16 km rond Rogers.